# Rhinopithecus bieti
 (mars 2011).
Espèce
Synonymes
- Pygathrix roxellana ssp. bieti (A. Milne-Edwards, 1897)

Statut de conservation UICN

 EN C1 : En danger
Statut CITES
Rhinopithecus bieti est une espèce en danger qui fait partie des Primates. C’est un  singe de la famille des Cercopithecidae, appelé en français, entre autres, Rhinopithèque brun, ou Rhinopithèque de Mgr Biet. C'est un singe d'assez grande taille, muni d'une longue queue et dont le régime alimentaire est essentiellement végétal. On ne le trouve que dans une étroite zone montagneuse au nord-ouest de la province du Yunnan et au sud-est de la région autonome du Tibet, dans le sud de la Chine.

## Dénominations
Cette espèce est connue sous d'autres noms vernaculaires : Rhinopithèque de Biet, Rhinopithèque du Yunnan, Rhinopithèque noir et blanc et Rhinopithèque noir. Ce dernier est officiel, mais il comporte le risque d'une confusion avec le Rhinopithèque de Stryker, découvert en 2010.
Rhinopithecus bieti a été dédié en 1897 par Alphonse Milne-Edwards à Mgr Félix Biet, missionnaire au Tibet.

## Description
Comme tous les rhinopithèques, cette espèce possède un faciès très caractéristique au nez très réduit, qui donne l'impression d'avoir été sectionné à la base. Ces deux longues narines verticales, de teinte foncée, tranchent avec la peau faciale entièrement de pigmentation blanche, parfois rosée, à l'exception du contour des lèvres de coloration rouge vif.

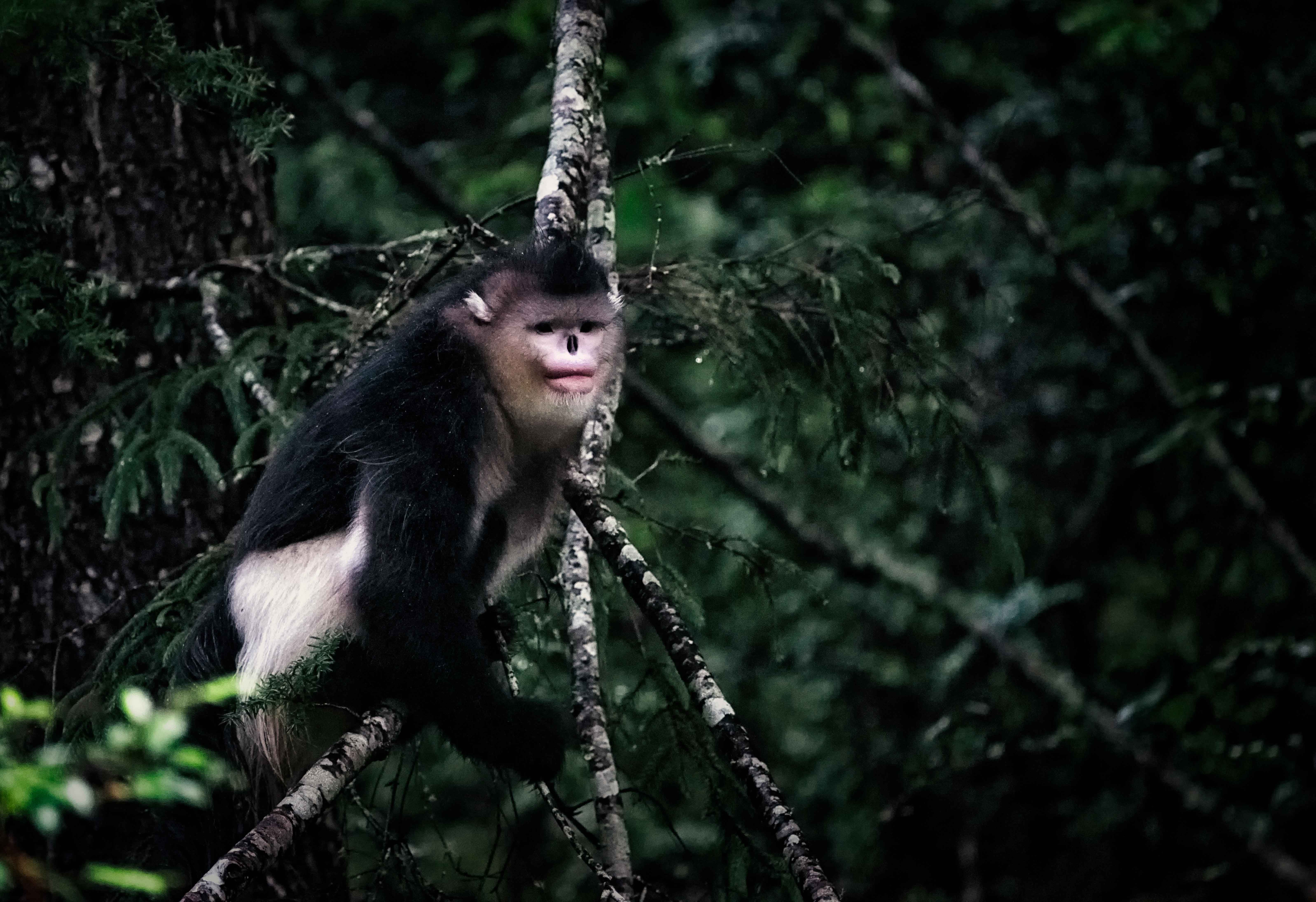
Rhinopithèque brun

Le pelage, autour du visage et dans les parties ventrales (cou, buste et intérieur des membres) est de couleur blanche, tandis que le reste du corps (parties dorsales et sommet du crâne) est noir ou brun foncé.
Selon les individus et la longueur du poil (hiver ou été), les épaules, l'arrière du crâne, le dos et la base de la queue peuvent prendre une teinte intermédiaire grise, mais l'extrémité des membres, de la queue et le sommet de la tête demeurent toujours d'un noir profond chez le mâle adulte.
Le pelage noir du dessus de la tête et blanc du bout des oreilles forme trois toupets.

## Mensurations
Poids
- - Mâle : 15,0 kg
  - Femelle : 9,2 kg

Taille
Longueur tête + corps
- - Mâle : 830 mm en moyenne
  - Femelle : 740 à 830 mm

Longueur de la queue : 518 à 747 mm

## Répartition et populations

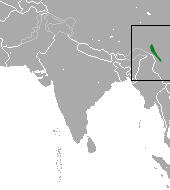
Répartition (en vert) de l'espèce en Chine

L'espèce se rencontre en Chine, au Tibet et au Yunnan.

## Menaces et conservation
La principale menace qui pèse sur ces effectifs est la chasse, non la chasse directe, mais les dommages collatéraux du piégeage illégal du Chevrotain porte-musc des forêts (Moschus berezovskii), lui-même très menacé en raison du commerce du musc.
En 2006, la population totale dénombrée était estimée à moins de 2 000 individus, comptant moins de 1 000 adultes reproducteurs. Il y a actuellement 15 sous-populations, dont on sait que leur habitat s'est détérioré depuis 1994.
Le rhinopithèque brun, comme le Rhinopithèque de Roxellane (ou Singe doré) et le rhinopithèque du Tonkin, est une des 21 espèces de primates d'Asie incluse entre 2000 et 2020 dans la liste des 25 espèces de primates les plus menacées au monde (inclus dans cette liste en 2002).

### Filmographie
- Xi Zhinong, Mystery Monkeys of Shangri-La, 2015